# Ground Zero (Nova Iorque)

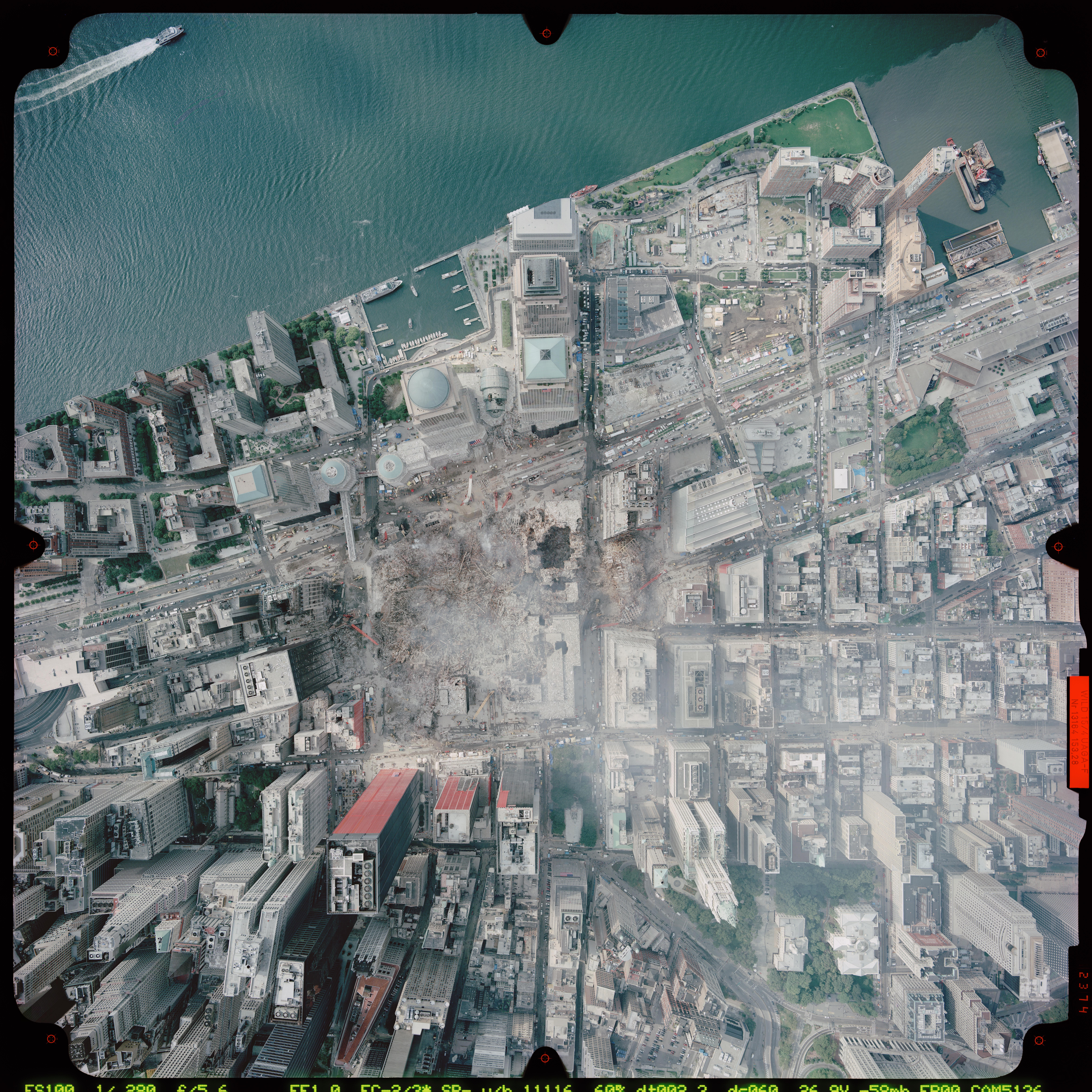
Fotografia aérea do local em 23 de setembro de 2001.

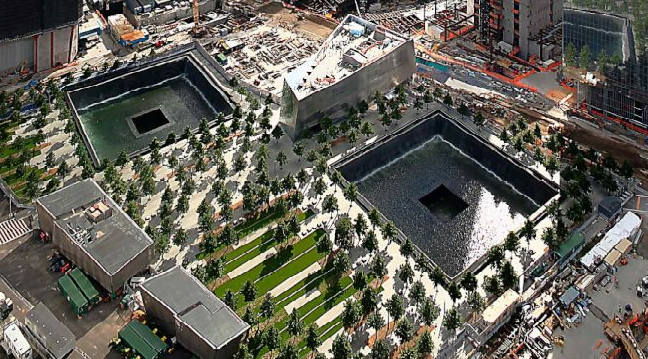
Memorial às vítimas do 11 de setembro.

O local do World Trade Center (CEP: 10048), também conhecido como Ground Zero (em português:  Marco Zero), após os ataques de 11 de Setembro, é uma área de 65 000 metros quadrados em Lower Manhattan, Nova York, Estados Unidos. O complexo do World Trade Center estava no local até que foi destruído nos ataques terroristas. O escritório de Daniel Libeskind, a Autoridade Portuária de Nova York e Nova Jersey, Silverstein Properties e a Lower Manhattan Development Corporation supervisionam a reconstrução do local. O local é delimitado pela Vesey Street ao norte, pela West Side Highway a oeste, pela Liberty Street ao sul e pela Church Street a leste. A Autoridade Portuária possui terras do local (exceto para o 7 World Trade Center). Larry Silverstein detém a concessão para o varejo e escritórios em quatro edifícios do local.
Enquanto a Autoridade Portuária de Nova York e Nova Jersey é frequentemente identificado como a dono do WTC, a situação da propriedade é realmente um pouco complexa e ambígua. Enquanto a Autoridade Portuária de fato possui uma "porção" interna significativa dos 16 acres da área, a Autoridade Portuária reconheceu "ambiguidades sobre a propriedade de diversas partes do terreno do World Trade Center", que remontam à década de 1960. E dois hectares de terra no local, representando assim a terra onde as ruas tinham sido localizadas antes do desenvolvimento do World Trade Center, têm a propriedade clara.